# 板橋区立板橋第四中学校
板橋区立板橋第四中学校（いたばしくりつ いたばしだいよんちゅうがっこう）は、かつて東京都板橋区富士見町にあった公立中学校。通称は「板四中（いたよんちゅう）」、「四中（よんちゅう）」。
2003年（平成15年）に発表された板橋区の板橋第四中学校適正配置実施計画に基づき、2006年（平成18年）4月に板橋区立板橋第三中学校に統合されて閉校した。跡地は校舎・体育館の一部を改修して、富士見地域センターと板橋フレンドセンターになっている。

## 沿革
- 1947年（昭和22年）5月1日 - 開校。板橋区立板橋第三中学校を仮校舎とした。
- 1949年（昭和24年） - 新校舎が落成。校歌（作詞：窪田空穂・作曲：平井保喜）制定。
- 1958年（昭和33年） - 分校（板橋区立加賀中学校を開校）。
- 1959年（昭和34年） - 第10回卒業式では本校史上最多の580人が卒業した。
- 1962年（昭和37年） - 鉄筋の新校舎が落成。
- 1992年（平成4年） - 校舎の増改築が完成。
- 2006年（平成18年）
  - 3月11日 - 卒業式・閉校式（最後の卒業生は32人）。
  - 3月31日 - 閉校。これまで11,000人余りの生徒が本校から巣立っていった。

## 交通
- 都営地下鉄三田線 板橋本町駅より徒歩約8分
- 東武東上線 中板橋駅より徒歩約15分

## 著名な卒業生
- 酒井和歌子

藤原壮太